# Домбский, Войцех
Войцех Анджей Домбский из Любранца (1676 — 14 мая 1725, Варшава) — государственный деятель Речи Посполитой, маршалок надворный коронный (1702—1725), староста сохачевский, иновроцлавский и дыбувский.

## Биография
Представитель польского шляхетского рода Домбских герба «Годземба». Старший сын Зигмунда Домбского (1632—1704), воеводы бжесць-куявского (1684—1704), и Ядвиги Горской.
В течение 25 лет (1697—1722) Войцех Домбский занимал должность старосты иновроцлавского. В 1699 году он был избран послом (депутатом) на сейм. Во время вторжения шведского короля Карла XII в Речь Посполитую он был ротмистром посполитого рушения иновроцлавского повета. В сентябре 1702 года Войцех Домбский был избран конфедерации дворянства Великопольши, сохранившей верность Августу II. В том же году он получил должность маршалка надворного коронного. В 1704 году он присоединился к Сандомирской конфедерации. В 1705 году он бежал из Польши во Вроцлав (Силезия). В 1707 году Войцех Домбский вернулся на родину и в Куявии начал партизанскую борьбу против сторонников Станислава Лещинского. В 1710 году он участвовал в вальной раде в Варшаве.
За заслуги перед отечеством он был награжден Орденом Белого Орла в 1713 году.

## Семья
17 июня 1701 года Войцех Домбский женился на Сесилии Терезе Радзивилл (1690—1725), дочери Доминика Николая Радзивилла (1643—1697), и Анны Марианна Полубинской (ум. 1690), дочери князя Александра Хилария Полубинского, маршалка великого литовского. Их дети:
- Антоний Юзеф, воевода бжесць-куявский
- Ядвига, жена Казимира Юзефа Домбского (1701—1765), воеводы серадзского
- Зигмунт Игнаций
- Тереза (ум. 1759), жена обозного великого коронного Прокопа Липского.